# Арчене, Джеймс
Джеймс Арчене (ок. 1862 — 18 июня 1885 года) — самый молодой человек в истории США, приговорённый к смертной казни, который впоследствии был казнён за своё преступление.

## Биография
Арчене, по национальности чероке, был повешен по приказу федерального правительства США в Форт-Смит, штат Арканзас, за участие в ограблении и убийстве, совершённых за 13 лет до этого, когда ему было 10 лет. В 1872 году, он и взрослый чероки по имени Уильям Пэршмил приметили Уильяма Файгеля, гражданина Швеции, делающего покупки в магазине. Они последовали за ним, когда он уехал, направляясь к Форт-Гибсону (Оклахома), и догнали его примерно в двух милях от форта. Желая ограбить его, они выстрелили в Файгеля 6 раз, перед тем как раздробить его череп камнем. Арчене и Пэршмил затем сняли с трупа Файгеля его ботинки и забрали деньги на общую сумму всего в 25 центов (4,92 доллара по современному курсу).
Арчене был арестован и осуждён за грабеж и убийство своей жертвы, но бежал и ускользал от поимки, пока не был арестован и казнён в возрасте 23 лет. Он и Пэршмил в конечном итоге были привлечены к ответственности заместителем местного маршала Эндрюсом; их преступление оставалось нераскрытым на протяжении более чем десяти лет. Казнью руководил «судья-вешальщик» Исаак Паркер, она была проведена в Форт-Смит. Возраст Джеймса Арчене трудно установить с полной уверенностью, потому что существует несколько сохранившихся источников о переписи населения Индейской территории 1870-х и 1880-х годов. Документы-первоисточники подтверждают, что, после того как он был захвачен, Джеймс Арчене утверждал, что был ребёнком в 1872 году, когда было совершено преступление. Он не отказался от этого заявления, когда стало ясно, что это обстоятельство не поможет ему при вынесении приговора (как он, возможно, поступил бы, если бы лгал, утверждая, что был тогда ребёнком, чтобы избежать казни).
Случай Арчене впоследствии стал темой для дискуссий о допустимости смертной казни для детей и в меньшей степени — о несправедливом обращении с коренными американцами со стороны правительства США.